# Embrun (Canada)
Embrun è una città in Ontario nel Canada vicino alla capitale Ottawa.
La maggioranza degli abitanti di Embrun è francofona, ma esiste una minoranza anglofona.